# 三塔镇 (太和县)
三塔镇，是中华人民共和国安徽省阜阳市太和县下辖的一个乡镇级行政单位。

## 行政区划
三塔镇下辖以下地区：
团结村、三塔村、韩四村、东何村、张寨村、八里村、姜小村、胡大村、胡坟村、王庙村、天宫村、李陈村和楼李村。